# Liste der Countys in Rhode Island
Der US-Bundesstaat Rhode Island ist in fünf Countys unterteilt:
| County       | FIPS  | Jahr der Gründung | Einwohner Census 2010 | Fläche (in km²) | Verwaltungssitz | benannt nach                            |
| ------------ | ----- | ----------------- | --------------------- | --------------- | --------------- | --------------------------------------- |
| Bristol      | 44001 | 1747              | 49.875                | 62,6            | Bristol         | Stadt Bristol, England                  |
| Kent         | 44003 | 1750              | 166.158               | 436,5           | East Greenwich  | Grafschaft Kent, England                |
| Newport      | 44005 | 1703              | 82.888                | 265,2           | Newport         | Stadt Newport (Essex), England          |
| Providence   | 44007 | 1703              | 626.667               | 1.060,6         | Providence      | Divine Providence (Göttliche Vorsehung) |
| Washington 1 | 44009 | 1729              | 126.979               | 852,7           | South Kingstown | Präsident George Washington             |